# استتار (فیلم ۱۹۴۴)
«استتار» (انگلیسی: Camouflage) یک فیلم کوتاه انیمیشن به کارگردانی فرانک توماس است که در سال ۱۹۴۴ منتشر شد.